# El buque negro
El buque negro es un cuento del escritor peruano Abraham Valdelomar, que forma parte del grupo de los llamados “cuentos criollos” o “neo-criollos” ambientados en Pisco, durante la niñez del autor. Escrito hacia 1913, fue publicado por primera vez en el Almanaque de La Prensa, en 1917. 

## Historia de su publicación

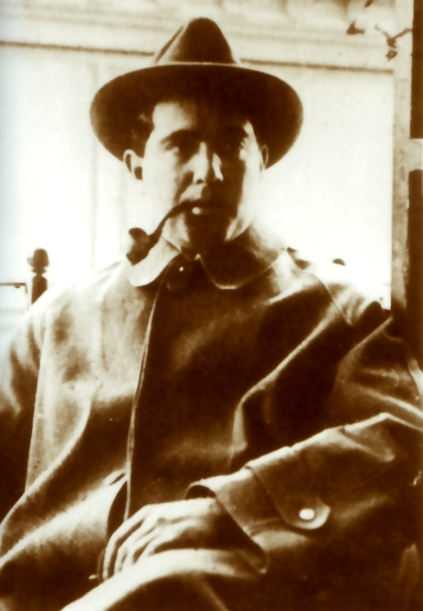
Abraham Valdelomar en Roma, 1914.

Valdelomar ya tenía escrito el cuento durante su estancia en Italia (1913-14), tal como se desprende de la información consignada en la correspondencia que sostuvo entonces con su madre, la Sra. Carolina Pinto de Valdelomar, y con su amigo, el poeta Enrique Bustamante y Ballivián.
En una de las cartas que envía a su madre, donde le informaba la inminente publicación de su primer libro, dice textualmente lo siguiente:

“…el primer libro que publicaré pronto será un libro con tres novelitas cortas en que todo pasa en Pisco, pero me he olvidado algunos detalles. Son tres novelitas, Los ojos de Judas, que escribí en Lima, El buque negro, en el que verás cosas que te son conocidas de Pisco, y también El vuelo de los cóndores.

En una carta que dirigió a su amigo, el poeta Enrique Bustamante y Ballivián, le dijo lo siguiente:

"He conseguido que Ollendorff me edite un libro que por ahora termino; es un libro de cuentos de sabor peruano, entre los cuales está Los ojos de Judas que ya Ud. conoce; hay además, El buque negro, El vuelo de los cóndores y El ciego. Estos formarán mi primer libro".

El proyectado “libro de cuentos criollos”, con el título tentativo de “La aldea encantada” y que debía incluir El buque negro, no pudo ser editado entonces. El cuento apareció publicado, como ya dijimos, en el Almanaque de La Prensa, es decir una publicación anual de dicho diario limeño. Llevaba al pie una fecha: 17 de agosto de 1913. 
Desconocemos las razones por las que el cuento no fue incluido en el libro recopilatorio El caballero Carmelo (1918); tal vez se debió a razones de espacio (para dar cabida a otras series) o porque el autor no la consideró acabada o suficientemente digna de figurar en su antología.

## Sinopsis

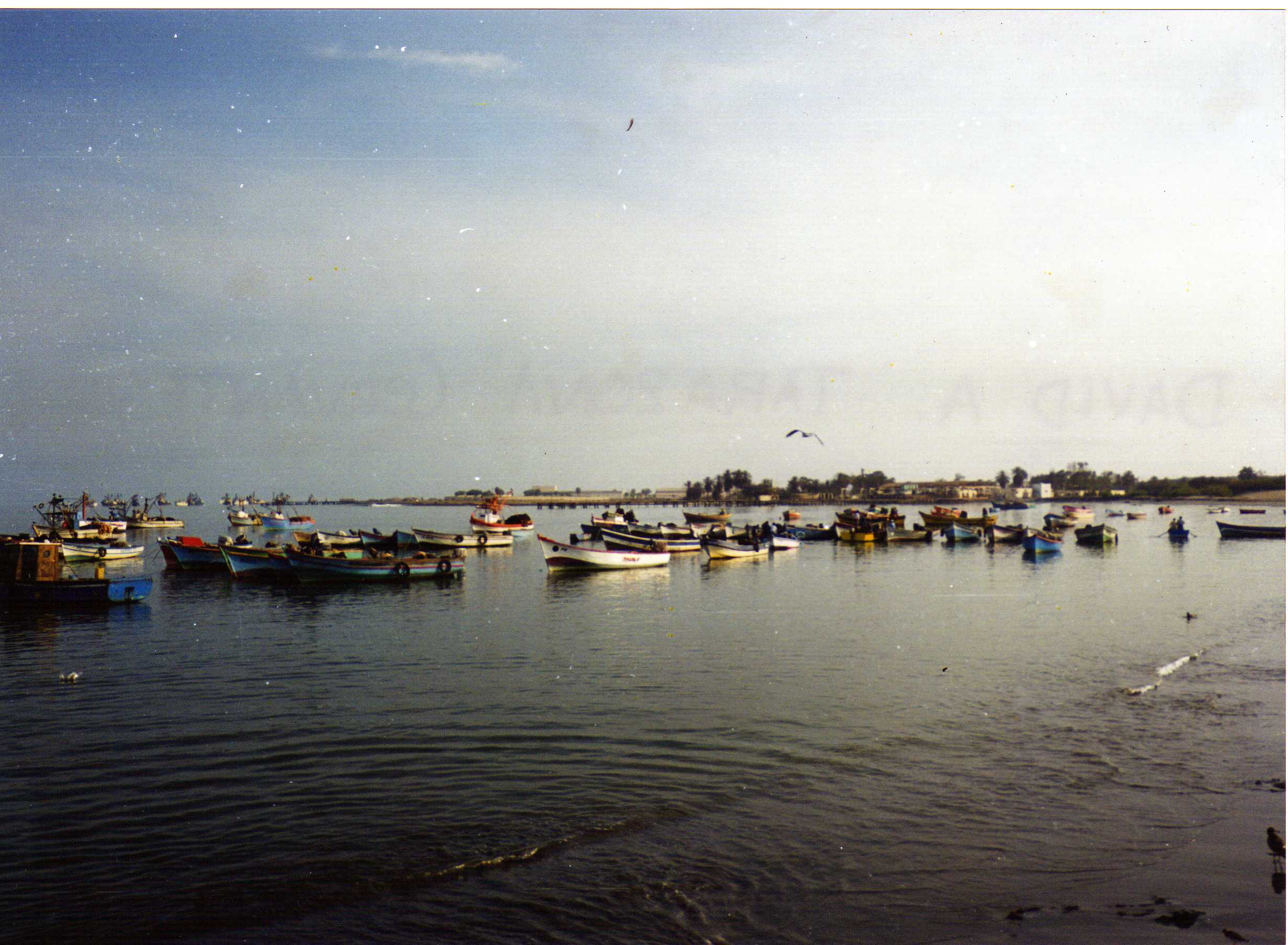
Pisco Playa, uno de los escenarios de los cuentos criollos de Valdelomar.

En el puerto de Pisco, el niño Abraham vivía con su familia en una modesta pero apacible casa adornada por el follaje que ofrecía un placentero frescor. La comida, el rezo y los relatos de la faena diaria que contaba su padre unían a la familia. Pero dicha felicidad se enturbió por la vida triste que llevaba Isabel,amiga y vecina de Abraham, la cual había sido abandonada hacía tiempo por su esposo, de nombre Chale, un hombre que hasta entonces había sido muy bueno y cariñoso. Unos testigos dijeron que vieron a Chale ir apresuradamente al muelle junto con dos hombres desconocidos y desde esa ocasión no se supo más de él. De eso ya habían pasado 18 años e Isabel estaba segura de que a su esposo lo habían embarcado a la fuerza en un misterioso buque negro que divisó aquel mismo día de su desaparición; pese al tiempo transcurrido tenía la esperanza de su retorno.
Un día, los padres de Abraham quisieron distraer a Isabel y la invitaron a dar un paseo por el campo. Todo el grupo familiar, incluidos los criados, partieron a hacer la excursión. Isabel iba pálida y con un vestido negro. Al cruzar la Plaza de armas, Abraham notó que todos estaban tristes. Ya en las afueras del pueblo, pasaron cerca de una iglesia abandonada, y la criada –una vieja negra– dijo que allí penaban y que al amanecer se veía el espectro de un cura haciendo misa, acompañado de su sacristán. Abraham no resistió la curiosidad y se acercó a la iglesia. Por una rendija, vio los nichos de los altares sin santos, la nave terrosa abandonada, el altar mayor vacío; un murciélago cruzó de un rincón a otro y unos búhos volaron gritando. 
El grupo llegó al fin al lugar elegido como destino, que era un pepinal o campo de pepinos. Subieron todos a una pequeña altura de donde se veía cerca la pequeña choza del chacarero o encargado del terreno de cultivo. El labriego les saludó de lejos a toda voz. Ya se disponían a bajar todos, cuando Isabel, quien se había quedado contemplando el mar, gritó: "¡El buque negro...!" Efectivamente, un buque negro de tres palos veíase en las proximidades del puerto. Isabel bajó muy alterada, pero los padres de Abraham la cogieron y casi la cargaron en brazos. Como se asomaba una paraca (viento fuerte), decidieron regresar todos al puerto por el camino de la playa. 
La paraca empezó a arreciar, se oscureció el cielo, los perros ladraron y una palidez dominó a todo el grupo. Vieron en la plaza a la gente apresurada en busca de refugio. Isabel iba diciendo: "Más de prisa, allí está el buque negro; ¡más de prisa por Dios! ...". De pronto, dio un grito espantoso: "¡Se va! ¡El buque negro se va! ¡Se va!". Efectivamente, el buque se iba. La población quedó cubierta de un polvo amarillento, que era el guano pulverizado de las aves marinas que el viento arrastraba desde las islas adyacentes. Cuando la familia regresó a casa recostaron a Isabel, ya extenuada, y cayó una noche negra y lúgubre. Así culminó aquel día tan extraño.

## Estructura
El cuento está dividido en cuatro secciones o capítulos cortos, numerados con dígitos romanos.
I.- Empieza el relato con la descripción de la casa y la familia del narrador, que viven en una casa situada en el puerto de Pisco; se menciona también la desventura de la señora Isabel, que esperaba la vuelta de su marido desaparecido, en un buque negro en el que supuestamente había partido hacía 18 años atrás. Para mitigar un tanto la pesadumbre de Isabel, los padres de Abraham anuncian que la invitarían a un paseo campestre.
II.- Toda la familia de Abraham, junto con los criados, parten de mañana rumbo al campo, llevando consigo a Isabel. Cruzan la plaza de armas y salen del pueblo.
III.- Ya en las afueras del poblado, se encuentran con una iglesia abandonada. Abraham mira su interior y la ve desolada. Finalmente llegan a su destino, un campo de pepinos. Suben todos a una pequeña loma y ven a un labriego que los saluda. De pronto, Isabel grita, señalando el mar: “¡el buque negro!”. En efecto, desde esa altura se divisa un buque en la bahía. Como se avecinaba una paraca o viento fuerte, los padres de Abraham deciden volver a casa, llevando cogida de los brazos a Isabel.
IV.-  En el trayecto por el camino de la playa, Isabel insiste en apurar al resto. Creía que el buque negro se acercaba al muelle; pero el buque ya se retiraba. La paraca arrecia y cubre al poblado de guano de islas pulverizado. Finalmente la familia llega a casa y recuestan a Isabel en la cama. Aquella noche fue muy negra y lúgubre.

## Escenarios
La acción transcurre en el puerto de Pisco y en la campiña aledaña.

## Personajes
- El narrador y testigo de la historia, es decir el mismo Abraham Valdelomar, quien recuerda un episodio extraño de su infancia.
- Isabel, una vecina y amiga de la familia de Abraham, quien se había casado con Chale, un hombre bueno, cariñoso y abnegado, el cual de pronto desapareció. Ella, pese al tiempo transcurrido, esperaba el retorno de su esposo en un misterioso buque negro donde creía que lo habían subido a la fuerza.
- La familia del narrador:
  - Los padres (cuyos nombres no se mencionan). Son los típicos jefes de una familia numerosa de clase media baja.
  - Los hermanos: 
    - Roberto, el mayor.
    - Anfiloquio, hermano mayor del narrador.
    - Rosa, hermana mayor del narrador.
    - Jesús, hermana menor del narrador.
- Una anciana afroamericana, que era la criada de la familia de Abraham.
- El chacarero o labriego, quien cultivaba un pepinal, en una parcela situada a las afueras de la población.

## Análisis
En este relato se reconocen muchas de las características propias de los celebrados cuentos criollos del autor, de los que forma parte también El caballero Carmelo. Entre esas características están:
- El lenguaje claro y sencillo, ya alejado del artificio y cultismo extremo de la prosa modernista[5] de las primeras obras del autor. Se enmarca dentro del llamado posmodernismo.

- Su marcado carácter autobiográfico y que hace que el relato sea una evocación muy vívida de sucesos ocurridos durante la niñez del autor. Este menciona a los miembros de su familia y a los criados de su casa; sus hermanos están claramente identificados por sus nombres (Roberto, Anfiloquio, Rosa y Jesús).

- En cuanto al tema central, al margen de la cuota de fantasía inevitable en un literato, es probable que el autor haya tomado como referencia dolorosos y trágicos sucesos propio de la agitada vida de puertos como Pisco, que a fines del siglo XIX y comienzos del XX tuvo muchísimo movimiento. Aparte de la familia del autor, es muy probable que el resto de los personajes pertenezcan también a la vida real, aunque tal vez distorsionados por el paso del tiempo o por algún añadido fantasioso.[6]

- Tiene un marcado carácter de relato nostálgico y evocador de un pasado ya lejano y perdido: el amor hogareño, la saludable infancia aldeana en medio de personas sencillas y laboriosas, teniendo como fondo un escenario situado entre el valle y el mar, describiendo la belleza de un paisaje a veces sereno, a veces tormentoso.[7]

- La atmósfera angustiosa del relato nos recuerda a otro cuento del autor, Los ojos de Judas,[8] que se desenvuelve también en torno a una tragedia propia de los puertos como Pisco: un buque que se hunde cerca al muelle y el rescate del cuerpo de una señora blanca, una de las protagonistas del relato.